# Municipio de Bonhomme
El municipio de Bonhomme (en inglés: Bonhomme Township) es un municipio ubicado en el condado de San Luis en el estado estadounidense de Misuri. En el año 2010 tenía una población de 36316 habitantes y una densidad poblacional de 742,12 personas por km².

## Geografía
El municipio de Bonhomme se encuentra ubicado en las coordenadas 38°33′13″N 90°26′8″O / 38.55361, -90.43556. Según la Oficina del Censo de los Estados Unidos, el municipio tiene una superficie total de 48.94 km², de la cual 47.83 km² corresponden a tierra firme y (2.26%) 1.11 km² es agua.

## Demografía
Según el censo de 2010, había 36316 personas residiendo en el municipio de Bonhomme. La densidad de población era de 742,12 hab./km². De los 36316 habitantes, el municipio de Bonhomme estaba compuesto por el 92.8% blancos, el 3.69% eran afroamericanos, el 0.13% eran amerindios, el 1.57% eran asiáticos, el 0.03% eran isleños del Pacífico, el 0.36% eran de otras razas y el 1.42% pertenecían a dos o más razas. Del total de la población el 1.75% eran hispanos o latinos de cualquier raza.